# Novem Baumann
Novem Baumann (* 4. Dezember 1995 in Zürich) ist ein schweizerisch-philippinischer Fussballtorhüter.

## Karriere

### Verein
Baumann begann seine Karriere in der Jugend des FC Zürich, bei dem er zur Saison 2011/12 in das erweiterte Kader der zweiten Mannschaft befördert wurde. Bis Saisonende kam er zu mindestens einem Einsatz in der 1. Liga, der damals dritthöchsten Schweizer Spielklasse.   Nach einem Jahr, in dem er erneut für die U-18 des FCZ aktiv war, wurde er zur Spielzeit 2013/14 an den SV Höngg ausgeliehen. Für den Verein absolvierte er zwei Spiele in der 1. Liga, der nun vierthöchsten Schweizer Liga, bevor die Leihe nach drei Monaten wieder beendet wurde. Er debütierte daraufhin im November 2013 (15. Spieltag) im Spiel des FCZ II gegen den FC Köniz in der 1. Liga Promotion, der dritthöchsten Schweizer Liga. Bis Saisonende kam er zu neun Einsätzen. In der folgenden Spielzeit 2014/15 wurde er 12 Mal für die zweite Mannschaft des FCZ in der Promotion League eingesetzt, bevor er im März 2015 zum Zweitligisten FC Wil ausgeliehen wurde. Für den Verein kam er zu einem Einsatz in der Challenge League und einer Partie für die zweite Mannschaft in der 2. Liga interregional, der fünfthöchsten Schweizer Spielklasse.
2015/16 kehrte er wieder zum FC Zürich zurück und absolvierte bis zum Ende der Saison 20 Drittligaspiele. Zudem wurde er erstmals in das Kader der ersten Mannschaft berufen und wurde als Ersatztorhüter Schweizer Cupsieger.
In der folgenden Spielzeit 2016/17 spielte er 12 Mal für die zweite Mannschaft und gab am 20. Mai 2017 (34. Spieltag) beim 0:2 gegen seinen ehemaligen Klub FC Wil sein Debüt in der zweitklassigen Challenge League, in die die erste Mannschaft abgestiegen war. Dies blieb in dieser Saison sein einziger Einsatz für die erste Mannschaft. Zum Saisonende erreichte der FCZ den sofortigen Wiederaufstieg in die Super League.
2017/18 wechselte er auf Leihbasis zum Zweitligisten FC Rapperswil-Jona. Bis Saisonende kam er zu jeweils zwei Einsätzen in der Challenge League und im Schweizer Cup.
Nach der erneuten Rückkehr nach Zürich zur darauffolgenden Spielzeit 2018/19 absolvierte er elf Spiele für die zweite Mannschaft in der Promotion League.
2019/20 spielte er sieben Mal in der Promotion League und wurde einmal in der Super League eingesetzt, als er beim 0:4 gegen den FC Basel am 14. Juli 2020 (31. Spieltag) im Tor stand. In der Saison 2020/21 kam er 16 Mal in der Liga für die Zweitmannschaft zum Einsatz.
Zur Spielzeit 2021/22 unterschrieb er einen Vertrag beim Drittligisten SC YF Juventus Zürich.

### Nationalmannschaft
Baumann stand insgesamt 25 Mal für Schweizer Juniorennationalteams im Tor.